# Cleistoiodophanus
Cleistoiodophanus es un género de hongos en la familia Ascobolaceae. El género es monotípico, contiene solo la especie Cleistoiodophanus conglutinatus, nativo de Estados Unidos.